# Heinz Duddeck
Heinz Duddeck (Mrągowo, 24 de maio de 1928 – 18 de agosto de 2017) foi um engenheiro civil alemão.
Em 1988 recebeu um doutorado honorário da Universidade de Karlsruhe. Em 1978 foi eleito membro da Academia de Ciências de Braunschweig, em 1993 da Academia Europaea e em 2002 da acatech.

## Publicações selecionadas
- Die Biegetheorie der flachen hyperbolischen Paraboloidschale. Ingenieurarchiv, 1962, H. 1, p. 44–78.
- Praktische Berechnung der Pilzdecke ohne Stützenkopfverstärkung (Flachdecke). Beton- und Stahlbetonbau, Volume 58, 1963 H. 3, p. 56–63.
- Statik der Stabtragwerke. Betonkalender 1969, 1970, Ernst und Sohn, p. 255–483 (und Beton-Kalender 1972, 1976, 1980, 1982, 1991).
- Traglasttheorie der Stabtragwerke. Betonkalender 1984, Teil 2.
- com Jürgen Mittelstraß (Hrsg.): Die Sprachlosigkeit der Ingenieure. Ladenburger Diskurs, Opladen 1999 (mit zwei Beiträgen von Duddeck).
- Ed.: Technik im Wertekonflikt. Ladenburger Diskurs (Gottlieb Daimler und Karl Benz Stiftung). Opladen 2001.
- Zu den Berechnungsmethoden und zur Sicherheit von Tunnelbauten. Der Bauingenieur, Volume 47, 1972, p. 43–52.
- Schildvorgetriebene Tunnel – Entwicklungstendenzen in Forschung und Ausführung. Intern. Rock Mechanics, Suppl. 2, 1973, p. 257–278.
- Die Ingenieuraufgabe, die Realität in ein Berechnungsmodell zu übersetzen. Bautechnik, Volume 60, 1983, p. 225–234.
- com J. Erdmann: Statik der Tunnel in Lockergestein – Vergleich der Berechnungsmodelle. Bauingenieur, Volume 58, 1983, H. 11, p. 407–414.
- com H. Niemann: Kreiszylindrische Behälter – Tabellen und Rechenprogramme für allgemeine Lastfälle. Ernst und Sohn, 1976.
- Zu den Berechnungsmodellen der Technik. Bautechnik, Volume 53, 1976, p. 325.
- Empfehlungen zur Berechnung von Tunneln im Lockergestein (1980). Bautechnik, Volume 57, 1980, p. 349–356.
- Hohlraumbau im Salzgebirge. Überblick über den Stand der Wissenschaft und Technik. In: Taschenbuch für den Tunnelbau. Glückauf Verlag, Essen 1985.
- Der Bauingenieur – kein Homo Faber. Bauingenieur, Volume 61, 1986, p. 1–7.
- Als Mitglied des Arbeitskreises 10 de DGEG: Empfehlungen für den Tunnelausbau in Ortbeton bei geschlossener Bauweise im Lockergestein. In: Tunnelbautaschenbuch 1987, p. 69–101 (und Bautechnik, Volume 63, 1986, p. 331–338).
- com H. Ahrens: Vereinfachung statischer Berechnungen durch die Traglastheorie. Baupraxis-Baustatik, Stuttgart 1987, p. 3.1–3.21.
- Finite-Element-Anwendungen in der Geotechnik. In: Finite Elemente – Anwendungen in der Baupraxis. W. Ernst & Sohn, Berlin, 1988, p. 227–240.
- Wie konsistent sind unsere Entwurfsmodelle? Bauingenieur, Volume 64, 1989, p. 1–8.
- coautor: Empfehlungen des Arbeitskreises „Salzmechanik“ der DGEG zur Geotechnik der Untertagedeponierung von Sonderabfällen im Salzgebirge – Ablagerung in Kavernen. Bautechnik, Volume 67, 1990, p. 91–95.
- coautor: Empfehlungen zur Geotechnik der Untertagedeponierung von besonders überwachungsbedürftigen Abfällen im Salzgebirge – Ablagerung in Bergwerken. Bautechnik, Volume 70, 1993, p. 734–744.
- Ingenieure in ihrer Zeit. Laudationes, Lebenswege. Institut für Statik, Braunschweig 2000.
- Geo-Engineering Projects and Social Responsibilities. In: Geologisches Jahrbuch, Sonderhefte, Reihe C, Heft SC4, BGR, Hannover 2003, p. 193–197.